# Гірськолижний спорт на зимових Дефлімпійських іграх 2019
Змагання з гірськолижного спорту на зимових Дефлімпійських іграх 2019 року було проведено у муніципалітеті Вальфурва з 13 по 19 грудня 2019 року.

## Медальний залік
*   Країна-господарка (Італія)
| Місце               | Країна              | Золото | Срібло | Бронза | Загалом |
| ------------------- | ------------------- | ------ | ------ | ------ | ------- |
| 1                   | Італія (ITA)*       | 5      | 0      | 0      | 5       |
| 2                   | Росія (RUS)         | 4      | 3      | 1      | 8       |
| 3                   | Чехія (CZE)         | 1      | 4      | 1      | 6       |
| 4                   | Франція (FRA)       | 0      | 3      | 2      | 5       |
| 5                   | Австрія (AUT)       | 0      | 0      | 4      | 4       |
| 6                   | Хорватія (CRO)      | 0      | 0      | 2      | 2       |
| Загалом (6 збірних) | Загалом (6 збірних) | 10     | 10     | 10     | 30      |

## Медалісти

### Чоловіки
| Дисципліна         | Золото                   | Срібло                       | Бронза                       |
| ------------------ | ------------------------ | ---------------------------- | ---------------------------- |
| Швидкісний спуск   | Джакомо П'єрбон · Італія | Павел Казаков · Росія        | Лукас Кяфер · Австрія        |
| Супергігант        | Джакомо П'єрбон · Італія | Ніколас Сарремежан · Франція | Томас Луксей · Франція       |
| Гігантський слалом | Джакомо П'єрбон · Італія | Ніколас Сарремежан · Франція | Джирі Гартіг · Чехія         |
| Слалом             | Джакомо П'єрбон · Італія | Ніколас Сарремежан · Франція | Павел Казаков · Росія        |
| Комбінація         | Джакомо П'єрбон · Італія | Павел Казаков · Росія        | Ніколас Сарремежан · Франція |

### Жінки
| Дисципліна         | Золото                  | Срібло                  | Бронза                |
| ------------------ | ----------------------- | ----------------------- | --------------------- |
| Швидкісний спуск   | Єлена Яковішина · Росія | Тереза Кмочова · Чехія  | Рея Граскі · Хорватія |
| Супергігант        | Єлена Яковішина · Росія | Тереза Кмочова · Чехія  | Рея Граскі · Хорватія |
| Гігантський слалом | Тереза Кмочова · Чехія  | Єлена Яковішина · Росія | Мелісса Кок · Австрія |
| Слалом             | Єлена Яковішина · Росія | Тереза Кмочова · Чехія  | Мелісса Кок · Австрія |
| Комбінація         | Єлена Яковішина · Росія | Тереза Кмочова · Чехія  | Мелісса Кок · Австрія |